# Skoceak, Hrebinka
Skoceak (în ucraineană Скочак) este un sat în comuna Uleanovka din raionul Hrebinka, regiunea Poltava, Ucraina.

## Demografie
Componența lingvistică a localității Skoceak
     Ucraineană (96,55%)
     Polonă (3,45%)
Conform recensământului din 2001, majoritatea populației localității Skoceak era vorbitoare de ucraineană (96,55%), existând în minoritate și vorbitori de polonă (3,45%).